# Manius Aemilius Lepidus (Konsul 11)
Manius Aemilius Lepidus war ein römischer Senator in der frühen Kaiserzeit.
Manius Aemilius Lepidus entstammte der altpatrizischen gens Aemilia und war ein Enkel des Triumvirn Marcus Aemilius Lepidus. Obwohl die antiken Quellen über das Datum seiner Geburt keine Angaben machen und auch über die Anfänge und den Verlauf seines politischen  Werdegangs schweigen, lässt sich allein auf Grund seiner vornehmen Herkunft schließen, dass er frühzeitig, wahrscheinlich zum jeweils frühesten Zeitpunkt, die Ämterlaufbahn durchschritten hat. Wenn das zutrifft, muss er im Jahre 11 n. Chr., dem Jahre seines Konsulats, etwa 33 oder 34 Jahre alt gewesen, also etwa 23 v. Chr. geboren worden sein, da Angehörige patrizischer Familien das Privileg hatten, zehn Jahre vor dem für andere Senatoren vorgeschriebenen Mindestalter von 43 Jahren dieses Amt bekleiden zu dürfen. Im Jahre 20 n. Chr. verteidigte er erfolglos seine Schwester Lepida, die in zweiter Ehe mit dem Suffektkonsul des Jahres 21, Mamercus Aemilius Scaurus, verheiratet war und von ihrem ersten Ehemann Publius Sulpicius Quirinius des Ehebruchs bezichtigt wurde. In den Jahren 21/22 war er Prokonsul in der Provinz Asia, obwohl einer seiner Gegner, Sextus Pompeius, dies hatte verhindern wollen.
Aemilius Lepidus bekleidete auch das religiöse Amt eines Auguren.